# La Jaille-Yvon
La Jaille-Yvon – miejscowość i gmina we Francji, w regionie Kraj Loary, w departamencie Maine i Loara.
Według danych na rok 2010 gminę zamieszkiwało 309 osób, a gęstość zaludnienia wynosiła 24 osoby/km².